# Arthur Seyß-Inquart
Arthur Seyß-Inquart (kiejtéseⓘ) (Stannern, 1892. július 22. – Nürnberg, 1946. október 16.) ügyvéd, majd kancellár Ausztriában. Később Ausztria, a Dél-Lengyelország és Hollandia helytartója. A háború után a nürnbergi per folyamán halálra ítélték, majd kivégezték.

## Család és előélet
Arthur Seyß-Inquart 1892. július 22-én Stonařovban született, bár egyes források állítása szerint Arthur Zajtich néven, aminek ellentmond, hogy édesapja, (aki egy cseh etnikai iskola igazgatója volt) neve, már a 19. századi, iskolai dokumentumokban is Seyss-Inquartként szerepel.
Középiskolai tanulmányai befejeztével a Bécsi Egyetemen kezdett jogot tanulni. Az első világháború kezdetekor, 1914-ben önkéntesként beállt az osztrák-magyar hadseregbe, majd az isonzói fronton harcolt.

## Politikai pályája

### Karrierje az Anschlussig
1917-ben diplomázott le, majd két évvel később fogalmazóként dolgozott. 1921-ben ügyvédként helyezkedett el, de már 1923-tól önálló ügyvédi tevékenységet folytatott.
Az Első Köztársaság kezdeti éveiben közel került a Vaterländische Fronthoz. 1933-ban meghívást kapott Engelbert Dollfuß kancellár kabinetjébe. 1937-től államtanácsos Kurt Schuschnigg kormányában. Bár eleinte nem volt tagja az Osztrák Nemzeti Szocialista pártnak, annak sok nézetével és tevékenységével szimpatizált. 1938-ban azonban az osztrák nemzeti szocialisták tekintélyes frontembere lett.
Még ez év februárjában kinevezték belügyminiszternek a Schuschnigg-kormányban, miután Adolf Hitler azzal fenyegette meg Schuschniggot, hogy katonai akciókat vezet Ausztria ellen, ha nem adják át az országot.
Március 11-én az osztrák kormánynak szembesülnie kellett a népszavazás akaratával, amely a függetlenség mellett szavazott. Schuschnigg ekkor lemondott, utódját, Seyß-Inquartot Wilhelm Miklas pedig csak vonakodva fogadta el.

### Az Anschluss alatt
A következő napon a német csapatok átlépték az osztrák határt és tárgyalásra hívták Seyß-Inquartot. A tárgyalások után, megállapodást követően Hitler elhagyta Bécset és egy névlegesen független, de a Német Birodalomhoz hű kormányt hagyott hátra.
Seyß-Inquart hamarosan elrendelte, hogy Ausztriát Ostmark tartományként be kell építeni a Harmadik Birodalomba. Ezt követően, március 13-án Seyß-Inquart csatlakozott a Nemzeti Szocialista párthoz.

### Ostmark tartomány és Dél-Lengyelország vezetőjeként valamint Hollandia helytartójaként
Miután ő készítette elő Ausztria bekebelezését (és ezt március 13-án jóvá is hagyta) Hitler beleegyezésével Reichsstatthalter (birodalmi főbiztos), azaz az Ostmark tartomány vezető tisztségviselője lett. Ekkor Ernst Kaltenbrunner főnöke lett, aki államtitkáraként szervezte meg az osztrák Gestapót és kialakította a mauthauseni koncentrációs tábort.
Később tiszteletbeli Obergruppenführer rangot kapott, majd 1939-ben tárca nélküli miniszter lett a Hitler-kormányban.

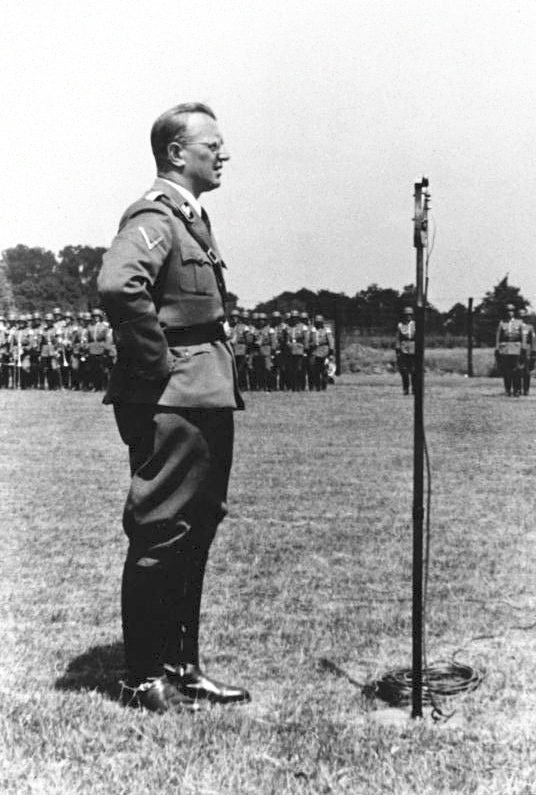
Hágában

A lengyelországi inváziót követően Hans Frank helyetteseként igazgatási vezető lett Dél-Lengyelországban, ahol aktívan részt vett a lengyel zsidók gettóba helyezésében, valamint a stratégiai készletek lefoglalásában is.
1940 májusában a megszállt Hollandia helytartójának (Reichskommissar) nevezték ki. Ebben a minősítésben a polgári közigazgatás irányítója lett és szoros gazdasági együttműködést épített ki Németország érdekeinek védelmében. Támogatta a holland Nemzeti Szocialista Mozgalmat (NSB) és lehetővé tette számukra a félkatonai Landwacht létrehozását, amely kisegítő rendőri erőként tevékenykedett. Más politikai pártokat betiltattak és képviselőiket Sint-Michielsgestelben tartották fogságban. Az ország ellenőrzése nagymértékben Seyß-Inquart kezében volt. Ő felügyelte a politikai és kulturális csoportokat, amiket nagy részben átpolitizált. Intézkedéseket vezetett be az ellenállók ellen, miután széles körű sztrájkra került sor Amszterdamban.
1943 májusában különleges hadbírósági eljárást kezdeményezett Arnhem és Hilversum városok ellen. A kollektív bírság 18 millió holland forint lett.
Egészen a felszabadulásig Seyß-Inquart Hollandia helytartója maradt és ez idő alatt (az úgynevezett „Túsz-törvény” által) közel 800 embert deportáltak. (Egyes jelentések szerint 1500-at).
1944 júliusától Seyß-Inquart jogköreinek többsége átkerült katonai parancsnokság alá, így ő lett a holland Gestapo feje is.

#### Koncentrációs és munkatáborok Hollandiában
Kisebb koncentrációs táborokat létesíttetett Hollandiában. Vught közelében a KZ Herzogenbusch-t, Amersfoort közelében a Kamp Amersfoortot és a „Zsidó Egység Tábort” Westerborknál. A táborokat Seyß-Inquart irányítása alatt katonai, rendőri, vagy az SS erői vezették.
Ezen táborok közé tartozott még az Ommen (Kamp Erika), mely „Önkéntes Munkaerő-toborzó Tábor” néven is ismert volt.
Körülbelül 530 000 holland civil dolgozott a németeknek, akik közül úgy 250 000-et német gyárakba küldtek.
Seyß-Inquart egy kísérletet tett arra, hogy csak 21-23 év közöttieket kelljen Németországba küldenie. Ezen kísérlete azonban kudarcba fulladt. Egy másik 1944-es kísérletét viszont siker koronázta, amivel azt érte el, hogy a kért 250 000 ember helyett „csak” 12 000-et kellett Németországba küldenie.

#### Egyéb intézkedései
Seyß-Inquart – rendíthetetlen antiszemita lévén – pár hónappal Hollandiába érkezése után intézkedéseket tett a zsidók eltávolítására a kormányból, a sajtóból, valamint az ipari létesítmények vezetői pozícióiból. 1941-ben mintegy 140 000 zsidót vettek nyilvántartásba és ekkor létesítette Amszterdamban a gettót és a westerborki tranzittábort. 1941 februárjában 600 zsidót küldtek a buchenwaldi és a mauthauseni koncentrációs táborokba, később pedig Auschwitzba. 1944-ben azonban a megmaradt zsidók a szövetséges erők közeledtével megszüntették a westerborki tábort és a megmaradt foglyokat a theresienstadti táborba szállították át. A 140 000 holland zsidóból csak 30 000 élte túl a háborút.

### A háború vége felé
Amikor a szövetséges erők 1944 végén hollandiai területeket foglaltak el, a náci vezetés megpróbálta életbe léptetni a „Felperzselt Föld” nevezetű akciót, melynek során a haderő néhány dokkot és kikötőt el is pusztított. Seyß-Inquart azonban egyetértett a fegyverkezési miniszterrel, Albert Speerrel és számos katonai parancsot kiadva, jelentősen korlátozta a fölösleges és hiábavaló pusztítást.
Hitler 1945. áprilisi öngyilkosságát követően, az új német kormány külügyminisztere lett, Joachim von Ribbentrop utódjaként, aki már jóval korábban elvesztette Hitler bizalmát. Mivel a Dönitz-kormány nem tartott tovább 20 napnál, így sem a kormány, sem Seyß-Inquart nem ért el semmit új hivatalában.
Bár tudta, hogy a háborút elvesztették, mégsem akart lemondani, így 1945. május 8-áig helytartó maradt. Később egy német gyorsnaszád fedélzetén fogták el kanadai hajósok, rezidenciájától, a Twickel-kastélytól nem messze.

## A nürnbergi per

### Fogságba ejtése és ítélete között

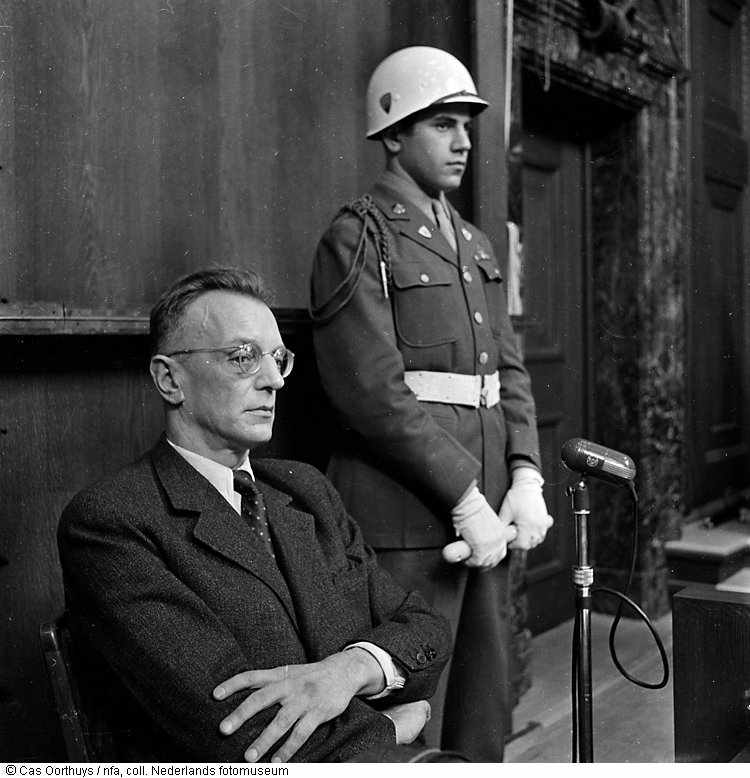
Nürnbergben

Elfogása után a luxemburgi Mondorf-les-Bains Palace Hoteljában tartották fogva. Onnan szállították át később Nürnbergbe. A börtönparancsnok visszaemlékezésében elmondja, hogy Seyß-Inquart sohasem panaszkodott és sohasem szegte meg a börtönszabályzatot. Tulajdonképpen csak bicegése volt rajta feltűnő. Gustav Gilbert pszichológus véleménye szerint „csendesen beletörődött sorsába.” Az elvégzett Wechsler-Bellevue-féle intelligencia teszten 141 pontot ért el. Eredménye a második legjobb lett. Ennél csak Hjalmar Schacht ért el több pontot. Egy másik vizsgálat szerint nem volt barátságtalan, de hűvös, tartózkodó és érzelmileg rideg ember benyomását keltette. Még akkor is sztoikusan viselkedett amikor levetítették a koncentrációs táborokban készült filmeket. Azonban rángatózó arcizmai elárulták a benne levő belső feszültséget. Amikor elkülönítették a foglyokat egymástól Frankkal, Keitellel és Sauckellal került egy csoportba.

### Ítélete és kivégzése

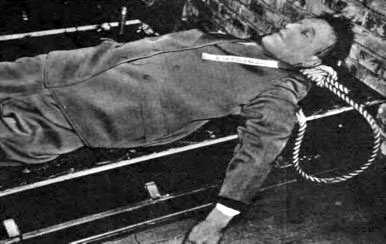
Arthur Seyß-Inquart a kivégzés után

Kezdetben a négy vádpontból háromban (béke elleni bűncselekmények, háborús bűncselekmények, emberiség elleni bűncselekmények) a bírák nagy egyetértésben bűnösnek találták, bár Francis Biddle a második vádpont esetében is kétségeket fogalmazott meg. Azonban végül egyöntetűen csak a harmadik és negyedik vádpontban találták bűnösnek és a bíróság ezek alapján ítélte halálra. Emellett a sajtó munkatársai is „halálra ítélték”. 32 jelölésből 26-ot kapott.
Az ítélet kihirdetése után is nyugodtan viselkedett. Gustav Gilbert pszichológusnak az ítéletről így nyilatkozott: „Kötél általi halál. Nos hát... tekintettel a helyzetre, nem is számítottam másra. Rendben van ez így.” Sőt még levelet is írt a börtönparancsnoknak, melyben arra kérte, hogy engedélyezze a halálraítélteknek a reggelenkénti hideg zuhanyt, (véleménye szerint ez jó hatással volt mind testi, mind lelki állapotukra) valamint, hogy találkozhassanak napközben ugyanúgy, mint az ítélet előtt. Még biztosította is Andrus ezredest, hogy nyugodtan néznek az elkövetkező események elébe és nem próbálják semmivel sem megnehezíteni az ő és a börtön személyzetének életét.
1946. október 16-án végezték ki utolsóként (Alfred Jodl után). Az akasztófához a katolikus lelkész, Bruno Spitzl kísérte el. Korábban Sixtus O'Connor pátertől kapta meg a feloldozást. Utolsó szavai az alábbiak voltak: „Remélem, hogy ez a második világháború tragédiájának utolsó felvonása. Remélem, hogy a jelenlegi nyomorúságban bölcsesség száll a népekre, s ez megértésre vezet a nemzetek között, végül remélem, hogy béke lesz a Földön. Hiszek Németországban.” Az orvosok 2 óra 47 perckor állapították meg a halál beálltát, majd megmérték testsúlyát (74 kg.) és testmagasságát (180,3 cm.). 

## Karaktere filmeken
- René Gagnon – 2000: Nürnberg[Mj. 8][Mj. 9]